# Робин (певец)
Ро́бин Петтери Паккален (фин. Robin Petteri Packalen, более известный под сценическим именем Ро́бин, фин. Robin; род. 24 августа 1998, Турку, Финляндия) — финский тин-поп-вокалист, продажи альбомов которого составили более 400 тысяч копий, что включило его в состав семидесяти самых продаваемых артистов за всю историю своей страны.

## Биография
Родился 24 августа 1998 года в Турку, в Финляндии.
В 2008 году, в возрасте 10 лет, выиграл финский общенациональный певческий конкурс для молодежи Staraskaba.
В 2009 году представлял Финляндию на конкурсе Детская Новая волна, проходившем в Москве.
16 января 2012 года записал свой первый официальный сингл «Frontside Ollie», имевшийй мгновенный успех и дебютировавший под номером пять в финских чартах, пока не достиг положения лидера. 22 февраля 2012 года был записан первый дебютный альбом Koodi, продажи которого по стране составили более 100 тысяч копий.
В городе Турку есть своя Аллея славы где у Робина есть с 2014 года именная звезда как и у других звезд кто родом из Турку.
В 2017 году сыграл небольшую роль (Хаухия) в художественном фильме финского режиссёра Аку Лоухимиеса «Неизвестный солдат».
С 2018 года предположительно пройдёт годовую службу на флоте в Силах обороны Финляндии.
С 2019 года поет на двух языках на финском и на английском.

## Дискография

### Альбомы
- Koodi (10 песен) и Делюкс-версия альбома с 9 бонусными ремиксами (2012)
- Chillaa (10 песен) и Делюкс-версия альбома с 6 бонусными треками (2012)
- Boom Kah (10 песен) и Супер Делюкс Версия с 4 бонусными песнями (2013)
- Boombox (альбом ремиксов и концерт на DVD-диске) 13 ремиксов 1 песня  (2014)
- 16 (10 песен) и Стадион Делюкс версия с 15 песнями и концерт на DVD-диске (2014)
- Yhdessä (12 песен) и Супер Делюкс Версия с 17 треками и концертом на DVD-диске (2015)
- Me tehtiin tää 2012–2017 (сборник хитов,15 песен) 2017
- Rest In Beat PM (мини альбом из 6 песен) 2020
- Rest In Beat AM (мини альбом из 5 песен) 2021
- Punasel (11 песен) 2024

### Синглы
- Dust (Alan Walker & Robin Packalen) 2025
- Leijonanruokaa (Aliisa Syrjä & Robin Packalen) 2025
- Täydellinen Ex - Punasel (2024)

- Häitä Pidelly (feat. Tupe.) - Punasel (2024)
- Kuumilla Hiilillä - Punasel (2024)
- Sitä samaa (Danitello feat. Bizi & Robin Packalen) 2024
- Sä Et Ole Hullu (feat. Ege Zulu) - Vain elämää (Сезон 14) 2023
- Menolippu - Vain elämää (Сезон 14) 2023
- Ime Huiluu - Vain elämää (Сезон 14) 2023
- Snä 4ever - Vain elämää (Сезон 14) 2023
- Kultanaamio - Vain elämää (Сезон 14) 2023
- Nuori Loir - Vain elämää (Сезон 14) 2023
- Kolmistaan (feat. Ege Zulu) 2023
- Aina (Jambo & Robin Packalen) 2023
- Girls Like You (2023)
- Ihana kipu (with. Viivi) 2022
- Magic - (feat. Maejor) 2022
- Ohikiitävää — Vain elämää: Unohtumaton ilta (2022)
- Goddess (2022)
- Sucker For That Love —  feat. Saay —Rest In Beat AM (2021)
- Hard To Love (feat. Alex Mattson) — Rest In Beat AM (2021)
- Drop Dead  —  Rest In Beat PM  (2020)
- Benefits (2020)
- Suit That (2019)
- I'll Be With You (with Kovee & Joznez) 2019
- Lentoon (Remix)— feat. Tommy Lingren (2017)
- En Mielestäin Sua Saa — Vain Elämää kausi 6 (2017)
- Hollywood Hills — Vain Elämää kausi 6 (2017)
- Spesiaali — Vain Elämää kausi 6 (2017)
- Kymmenen Kirosanaa — Vain Elämää kausi 6 (2017)
- Tuuleksi Taivaanrantan — Vain Elämää kausi 6 (2017)
- Rakkaus On Lumivalkoinen — Vain Elämää kausi 6 (2017)
- Me Tehtiin Tää — Me tehtiin tää 2012–2017  (2017)
- Hula Hula — feat. Nelli Matula  — Me tehtiin tää 2012–2017  (2017)
- Jotain Aito (2016)
- Aaaa — Elastinen feat. Robin — Elastinen feat. (2016)
- Vahva — Elastinen feat. Robin — Iso kuva (2015)
- Salamatie —  feat. Softengine — Yhdessä (Super Deluxe) 2016
- Miten eskimot suutelee? — feat. Sanni — Yhdessä (2015)
- Milloin nään sut uudestaan? — feat. Kasmir — Yhdessä (2015)
- Yö kuuluu meille  —  feat. Santa Cruz, Nikke Ankara, Brädi & Jussi 69 — Yhdessä (2015)
- Kipinän hetki   — feat. Elastinen — 16 (Stadion Deluxe) 2015
- Sua varten —  16 (2015)
- Paperilennokki —  16 (2014)
- Parasta just nyt  —   feat. Nikke Ankara —  16 (2014)
- Kasärenkaat —  16 (2014)
- Tilttaamaan (Beats & Styles Remix feat. Lord Est) — Boombox (2013)
- Onnellinen —  Boom Kah  (2013)
- Erilaiset —  Boom Kah  (2013)
- Boom Kah —  feat. Mikael Gabriel & Uniikki) —  Boom Kah (2013)
- Haluan sun Palaavan — Chillaa (2013)
- Luupilla mun korvissa — Chillaa (2012)
- Puuttuva palanen — feat. Brädi — Chillaa (2012)
- Hiljainen tyttö — Koodi (2012)
- Faija skitsoo — Koodi (2012)
- Frontside Ollie  — Koodi (2012)

Фильмы и концерты
Robin – The Movie (документальный фильм) 2012
Robin - Pop Show – Live in Hartwall Arena -DVD (концерт) 2013
Robin – Just nyt (мини-сериал) 2014
Tuntematon sotilas –  Солдат Hauhia (2017)
Robin – Tää on se hetki (концерт) 2017
Robin - Rest In Beat (короткометражный музыкальный фильм) 2021
Видеоклипы
- Frontside Ollie
- Faija skitsoo
- Hiljainen tyttö
- Puuttuva palanen
- Luupilla mun korvissa
- Haluan sun palaavan
- Boom Kah
- Erilaiset
- Onnellinen
- Tilttaamaan (Beats & Styles Remix)
- Kesärenkaat
- Parasta just nyt
- Paperilennokki
- Sua varten
- Kipinän hetki
- Yö kuuluu meille
- Milloin nään sut uudestaan?
- Miten eskimot suutelee?
- Lapin kesä ft. Vesku Loiri
- Hula Hula
- Lentoon (Remix)
- I´ll Be With You
- Benefits
- Benefits (Acoustic version)
- Hard To Love  fet. Alex Mattson
- Sucker For That Love ft. SAAY
- Magic ft. Maejor
- Girls Like You (Lyric Video)
- Kuumilla hiilillä

## Награды
- 2012 — MTV Europe Music Awards (Лучший финский артист)
- 2013 —  Emma-gaala  (Новичок года, поп-альбом года (Koodi), песня года (Frontside Ollie), награда Spotify Innovation Award
- 2014 —  Emma-gaala  (самый продаваемый альбом года (16) )
- 2015 —  Самый позитивный Финн года